# أشرف هلال
أشرف محمد حسن منصور هلال الشهير بأشرف هلال (27 ديسمبر 1970-) هو محام ومحافظ المنوفية السابق منذ 19 أبريل 2011.

## حياته ونشأته
ولد هلال عام 1970 في مدينة أبوالنمرس الواقعة في محافظة الجيزة. حصل على ليسانس الحقوق جامعة القاهرة عام 1991، وعلى درجه الماجستير عام 2004، ودرجه الدكتوراه من جامعة عين شمس في القانون الجنائي عن جرائم البيئة عام 2010. له مؤلف حول أدب المرافعات.
التحق بالنيابة العامة في أماكن مختلفة حتي عام 2004 وكيلاً للنائب العام ثم رئيساً للنيابه العامة وأعير إلي قطر كرئيس نيابة لمدة 6 سنوات وعاد عام 2010 مستشاراً بمحكمة الجنايات بالمنصورة. عينه رئيس الوزراء المصري عصام شرف محافظًا للمنوفية في 19 أبريل 2011 وهو أصغر محافظ.

## اقالته
اقال أثر مظاهرات في المحافظة نتيجة التعليق السلبي علي أزمة تلوث المياه، الذي أنكر ذلك التلوث، قبل احتجاز الأهالى له في مستشفى الحميات بمنوف، والذي نفى واقعة اختطافة أو احتجازة على ايدى بعض الأهالى، حتي أقيل من منصبه في 24 أغسطس 2012.